# Fabyan
Fabyan est un hameau faisant partie du district municipal de Wainwright No. 61 en Alberta au Canada. Il est situé le long de l'autoroute 14 à 78 km au sud-ouest de Lloydminster.